# Distretto di Döşemealtı
Il distretto di Döşemealtı (in turco Döşemealtı ilçesi) è uno dei distretti della provincia di Adalia, in Turchia.